# Supertaça Portuguesa de Polo Aquático Feminino
A Supertaça de Portugal de Polo Aquático (English: Supercup of Portugal's Water Polo) é uma competição organizada pela Federação Portuguesa de Natação, e tem a designação de Supertaça Carlos Meinêdo, esta competição é disputada entre o vencedor ou finalista da Taça de Portugal e o vencedor do Campeonato Nacional, teve o seu inicio na época de 2002/03. 
O Clube Fluvial Portuense foi o dominador desta prova, vencendo as 6 primeiras edições consecutivas e é o clube com mais títulos (10) seguido pelo Clube Natação da Amadora (3) Sport Lisboa e Benfica (2) e Sport Comércio e Salgueiros com (1).

## Supertaça de Portugal de Polo Aquático
| Época | Data            | Local                           | Vencedor                    | Resultado                    | Finalista                   |
| 2019  | 28/09/2019      | Piscina Municipal de Felgueiras | Sport Lisboa e Benfica      | 22 – 7 (5-1, 4-2, 8-1, 5-3)  | Clube Aquático Pacense      |
| 2018  | 06/10/2018      | Piscina Municipal de Felgueiras | Sport Lisboa e Benfica      | 13 – 10 (4-3, 2-4, 6-1, 1-2) | Clube Fluvial Portuense     |
| 2017  | 23/09/2017      | Piscina Municipal de Felgueiras | Clube Fluvial Portuense     | 9 – 6                        | ADDCE Gondomar              |
| 2016  | 23/10/2016      | Piscina Municipal de Felgueiras | Clube Fluvial Portuense     | 25 – 1 (6-0, 7-0, 6-1, 6-0)  | AACL Amarantus              |
| 2015  | 03/10/2015      | Piscina Municipal de Felgueiras | Clube Fluvial Portuense     | 13 – 7 (4-1, 4-2, 3-2, 2-2)  | Sport Lisboa e Benfica      |
| 2014  | Não se realizou | Não se realizou                 |                             | –                            |                             |
| 2013  | 12/10/2013      | Piscina Municipal de Felgueiras | Clube Natação da Amadora    | 7 – 3 (1-1, 1-0, 0-0, 5-2)   | Clube Fluvial Portuense     |
| 2012  |                 |                                 | Clube Fluvial Portuense     | a)                           | Sport Comércio e Salgueiros |
| 2011  | 08/10/2011      | Piscina de Recarei, Paredes     | Clube Natação da Amadora    | 12 – 11                      | Clube Fluvial Portuense     |
| 2010  | 09/10/2010      | Piscina Municipal de Felgueiras | Clube Natação da Amadora    | 7 – 5 (1-0, 2-1, 2-1, 2-3)   | Sport Comércio e Salgueiros |
| 2009  | 17/10/2009      | Piscina Municipal de Felgueiras | Sport Comércio e Salgueiros | 10 – 4 (4-1, 0-1, 3-0, 3-2)  | Clube Fluvial Portuense     |
| 2008  | 11/10/2008      | Piscina Municipal de Felgueiras | Clube Fluvial Portuense     | 6 – 3 (1-0, 2-1, 2-2, 1-0)   | Clube Natação da Amadora    |
| 2007  | 20/10/2007      | Piscina Municipal de Felgueiras | Clube Fluvial Portuense     | 10 – 5 (2-1, 2-0, 3-2, 3-2)  | Clube Natação da Amadora    |
| 2006  | 14/10/2006      | Piscina Municipal de Felgueiras | Clube Fluvial Portuense     | 10 – 3 (2-1, 4-1, 3-0, 1-1)  | Clube Natação da Amadora    |
| 2005  | 15/10/2005      | Piscina Municipal de Felgueiras | Clube Fluvial Portuense     | 7 – 4                        | ADDCE Gondomar              |
| 2004  | 30/10/2004      | Piscina Municipal de Felgueiras | Clube Fluvial Portuense     | 9 – 8                        | ADDCE Gondomar              |
| 2003  | 18/10/2003      | Piscina Municipal de Felgueiras | Clube Fluvial Portuense     | 10 – 6                       | ADDCE Gondomar              |

Note:
a) Fluvial vence por renúncia de Salgueiros